# Wolfgang Schmidt (matemático)
Wolfgang Schmidt (nacido el 3 de octubre de 1933 en Viena, Austria) es un destacado matemático especializado en teoría de números, particularmente en el campo de la aproximación diofántica. Su trabajo ha tenido un impacto significativo en el desarrollo de la matemática contemporánea, especialmente en las áreas de ecuaciones diofánticas y dinámica aritmética.

## Biografía
Wolfgang Schmidt nació en Viena y cursó estudios en la Universidad de Viena, donde fue alumno de Edmund Hlawka. Desde temprana edad mostró interés por los problemas clásicos de la teoría de números.
Tras completar su doctorado, se trasladó a los Estados Unidos y desarrolló la mayor parte de su carrera en la Universidad de Colorado Boulder. Allí se consolidó como uno de los principales expertos en aproximación diofántica. En este campo formuló importantes resultados como el teorema de subespacio, y exploró la relación entre teoría de números y sistemas dinámicos.
En 1980 publicó uno de sus trabajos más influyentes, el libro Diophantine Approximation. Su investigación ha inspirado nuevas direcciones dentro de la matemática moderna.
Fue galardonado con el Premio Cole en 1987 por sus contribuciones sobresalientes en teoría de números, y en 1994 fue elegido miembro extranjero de la Academia Nacional de Ciencias de Estados Unidos. En 2002 participó como conferencista plenario en el Congreso Internacional de Matemáticos.

## Obras destacadas
- Diophantine Approximation, Lecture Notes in Mathematics, Vol. 785, Springer, 1980.[3]

## Reconocimientos
- Premio Cole de la American Mathematical Society (1987).[4]
- Miembro extranjero de la Academia Nacional de Ciencias de Estados Unidos.[5]
- Conferencista plenario en el Congreso Internacional de Matemáticos (2002).[1]